# 西貝卡區

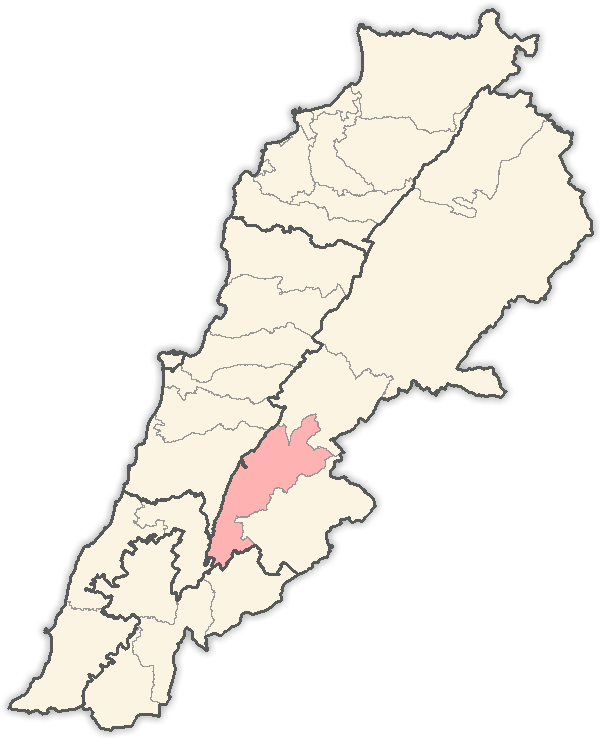

33°37′35″N 35°47′03″E / 33.6264°N 35.7841°E
西貝卡區（阿拉伯语：‎），是黎巴嫩貝卡省的區份，位於該國東南部，首府設於朱卜堅寧，面積425平方公里，2008年人口55,692，人口密度每平方公里131人。